# Cereopsius praetorius
Cereopsius praetorius es una especie de escarabajo longicornio del género Cereopsius,  subfamilia Lamiinae. Fue descrita científicamente por Erichson en 1834.
Se distribuye por China y Filipinas. Mide 17-25 milímetros de longitud. El período de vuelo ocurre en el mes de junio.